# Fouamboanli
Fouamboanli est une commune rurale située dans le département de Diapaga de la province de la Tapoa dans la région de l'Est au Burkina Faso.

## Santé et éducation
Le centre de soins le plus proche de Fouamboanli le centre médical avec antenne chirurgicale (CMA) de Diapaga.